# エア・カサイ
エア・カサイ (Air Kasaï) は、コンゴ民主共和国キンサシャのブルンブにあるンドロ空港内に本社オフィスを構える航空会社。同社は、アフリカの範囲内で各地を結ぶチャーター便を運航している。拠点とする空港はキンシャサのンドロ空港である。
エア・カサイは、コンゴ民主共和国の他の航空会社と同じように、欧州連合 (EU) によって域内への乗り入れが禁止されている航空会社の一覧に掲載されている。

## 沿革
エア・カサイの前身が設立されたのは、1983年で、当初は TAC - Transport Aérien Congo、次いで TAZ - Transport Aérien Zaïrois と称された。この会社はスウェーデン資本が所有している。
2006年3月、エア・カサイは、欧州連合 (EU) 全域、および、ノルウェーとスイスへの乗り入れが正式に禁じられた。

## 就航地
2012年4月時点で、エア・カサイは以下の各地へ就航していた。
|  | ハブ空港 |

| 都市             | 国               | 地方         | 空港                                        |
| ---------------- | ---------------- | ------------ | ------------------------------------------- |
| ベニ             | コンゴ民主共和国 | 中部アフリカ | ワゲニ空港                                  |
| ブニア           | コンゴ民主共和国 | 中部アフリカ | ブニア空港                                  |
| エンテベ         | ウガンダ         | 東アフリカ   | エンテベ国際空港                            |
| ゴマ             | コンゴ民主共和国 | 中部アフリカ | ゴマ国際空港                                |
| キンシャサ       | コンゴ民主共和国 | 中部アフリカ | ヌジリ国際空港 [ハブ空港]                   |
| キンシャサ       | コンゴ民主共和国 | 中部アフリカ | ンドロ空港 [ハブ空港]                       |
| リーブルヴィル   | ガボン           | 中部アフリカ | リーブルヴィル/レオン・ムバ国際空港         |
| ルブンバシ       | コンゴ民主共和国 | 中部アフリカ | ルブンバシ国際空港                          |
| ポワントノワール | コンゴ共和国     | 中部アフリカ | ポワントノワール/アゴスティーニョ・ネト空港 |

## 運用機材

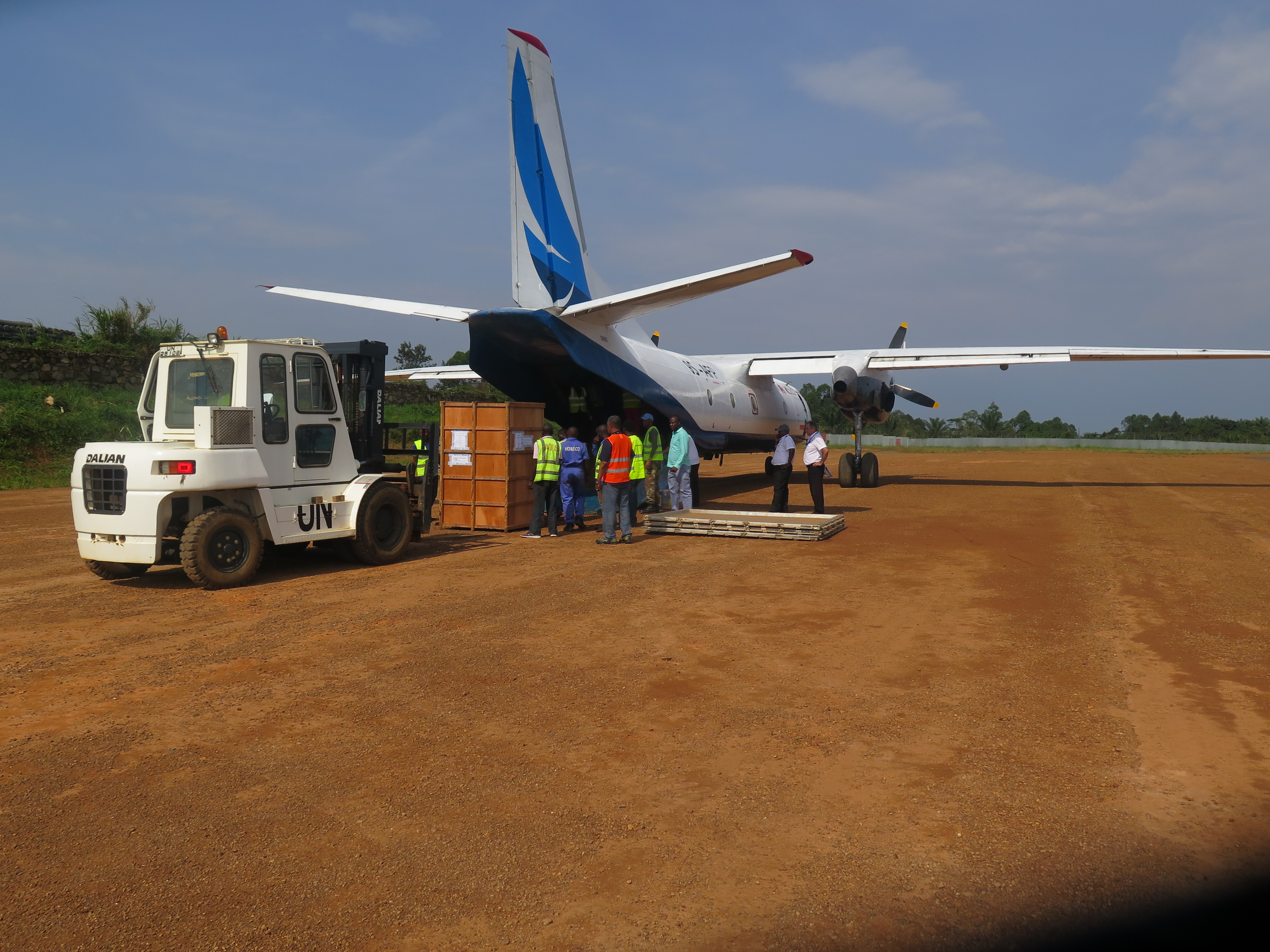
ベニ空港で医療関係の貨物を降ろす、エア・カサイの An-26。

2014年4月の時点で、エア・カサイは、以下の機材を運用していた。

## メディア
2014年3月、エア・カサイは、『Vice News』のエピソード「Russian Pilots of the Congo」で取り上げられた.。

## 事故
2005年9月9日、エア・カサイのアントノフ An-26Bが、コンゴ共和国のブラザビルの北およそ50km（およそ31マイル）ほどの場所に墜落し、乗員4名、乗客９名合わせて13名全員が死亡した。
2018年7月27日、アントノフ An-2 が離陸直後にカマコ (Kamoko) 付近に墜落し、乗っていた7名のうち5名が死亡した。